# Cantó de Le Pont-de-Beauvoisin
El cantó de Le Pont-de-Beauvoisin és un cantó francès del departament de la Savoia, situat al districte de Chambéry. Té 12 municipis i el cap és Le Pont-de-Beauvoisin.

## Municipis
- Aiguebelette-le-Lac
- Ayn
- Belmont-Tramonet
- La Bridoire
- Domessin
- Dullin
- Lépin-le-Lac
- Nances
- Le Pont-de-Beauvoisin
- Saint-Alban-de-Montbel
- Saint-Béron
- Verel-de-Montbel

## Història
| Data d'elecció                           | Identitat       | Partit                                | Qualitat                        |
| ---------------------------------------- | --------------- | ------------------------------------- | ------------------------------- |
| 1945-1949                                | M. Martin       | PCF                                   |                                 |
| 1949-1979                                | M. Bellemin     | JR després UDSR després SE després PS |                                 |
| 1979-2011                                | Pierre Cruvieux | PCF després DVG després DVD           | Alcalde de Saint-Béron          |
| 2011-en curs                             | Gilbert Guigue  | SE                                    | Alcalde de Domessin des de 1989 |
| les dades anteriors no són pas conegudes |                 |                                       |                                 |
|                                          |                 |                                       |                                 |

## Demografia
| 1882                                            | 1926 | 1962 | 1968 | 1975 | 1982  | 1990  | 1999  | 2008  |
| ?                                               | ?    | ?    | ?    | ?    | 6.667 | 7.220 | 7.741 | 9.379 |
| ----------------------------------------------- | ---- | ---- | ---- | ---- | ----- | ----- | ----- | ----- |
| A partir de 1990: Població sense dobles comptes |      |      |      |      |       |       |       |       |